# Biélorussie aux Jeux olympiques d'été de 2012
La Biélorussie participe aux Jeux olympiques d'été de 2012 à Londres au Royaume-Uni du 27 juillet au 12 août 2012. Il s'agit de sa 5e participation à des Jeux d'été.
La Biélorussie, initialement lauréate de trois médailles d'or, cinq d'argent et cinq de bronze, perd le titre du lancer du poids féminin en raison de la disqualification pour deux contrôles antidopage positifs de Nadzeya Ostapchuk. La Biélorussie passe alors de la 23e à la 26e position au tableau des médailles.

## Médaillés
| Sport                   | Discipline                        | Athlète(s) | Performance    | Date    |
| Médailles d'or : 2      |                                   | |                |         |
| Tennis                  | Double mixte                      | Victoria Azarenka Max Mirnyi                                                                                     | 6-2 / 6-3      | 5 août  |
| Tir                     | Carabine à 50 m tir couché hommes | Sergei Martynov                                                                                                  | 600 (RM)       | 3 août  |
| Médailles d'argent : 5  |                                   | |                |         |
| Canoë-kayak             | C2 1 000 m hommes                 | Andrei Bahdanovich Aliaksandr Bahdanovich                                                                        | 3 min 35 s 206 | 9 août  |
| Canoë-kayak             | K2 200 m hommes                   | Raman Piatrushenka Vadzim Makhneu                                                                                | 34 s 266       | 11 août |
| Gymnastique rythmique   | Concours des ensembles            | Maryna Hancharova Anastasiya Ivankova Nataliya Leshchyk Aliaksandra Narkevich Kseniya Sankovich Alina Tumilovich | 55.500         | 12 août |
| Natation                | 100 m nage libre femmes           | Aliaksandra Herasimenia                                                                                          | 53 s 38        | 2 août  |
| Natation                | 50 m nage libre femmes            | Aliaksandra Herasimenia                                                                                          | 24 s 28        | 4 août  |
| Médailles de bronze : 3 |                                   | |                |         |
| Canoë-kayak             | K4 500 m femmes                   | Iryna Pamialova Nadzeya Papok Volha Khudzenka Maryna Pautaran                                                    | 1 min 31 s 400 | 8 août  |
| Gymnastique rythmique   | Concours individuel               | Liubou Charkashyna                                                                                               | 111.700        | 11 août |
| Tennis                  | Simple dames                      | Victoria Azarenka                                                                                                | 6-3 / 6-4      | 4 août  |

## Athlétisme
Les athlètes biélorusses ont jusqu'ici atteint les minima de qualification dans les épreuves d'athlétisme suivantes (pour chaque épreuve, un pays peut engager trois athlètes à condition qu'ils aient réussi chacun les minima A de qualification, un seul athlète par nation est inscrit sur la liste de départ si seuls les minima B sont réussis), :
Minima A réalisé par trois athlètes (ou plus)
- 800 m femmes
- Marathon femmes

Minima A réalisé par deux athlètes
- Lancer du poids hommes
- Saut en longueur femmes
- Lancer du poids femmes

Minima A réalisé par un athlète
- Marathon hommes
- Lancer du marteau hommes
- 400 m femmes
- 100 m haies femmes
- Lancer du marteau femmes

Minima B réalisé par un athlète (ou plus)
- 20 km marche hommes
- 50 km marche hommes
- Triple saut femmes
- Heptathlon femmes
- 20 km marche femmes

## Aviron
Hommes
| Athlète                                                                    | Compétition         | Séries | Séries | Repêchage | Repêchage | Quarts de finale | Quarts de finale | Demi-finales | Demi-finales | Finales | Finales |
| Athlète                                                                    | Compétition         | Temps  | Rang   | Temps     | Rang      | Temps            | Rang             | Temps        | Rang         | Temps   | Rang    |
| -------------------------------------------------------------------------- | ------------------- | ------ | ------ | --------- | --------- | ---------------- | ---------------- | ------------ | ------------ | ------- | ------- |
| Aliaksandr Kazubouski Vadzim Lialin Dzianis Mihal Stanislau Shcharbachenia | Quatre sans barreur |        |        |           |           | NC               | NC               |              |              |         |         |

Femmes
| Athlète                        | Compétition | Séries | Séries | Repêchage | Repêchage | Quarts de finale | Quarts de finale | Demi-finales | Demi-finales | Finales | Finales |
| Athlète                        | Compétition | Temps  | Rang   | Temps     | Rang      | Temps            | Rang             | Temps        | Rang         | Temps   | Rang    |
| ------------------------------ | ----------- | ------ | ------ | --------- | --------- | ---------------- | ---------------- | ------------ | ------------ | ------- | ------- |
| Ekaterina Karsten-Khodotovitch | Skiff       |        |        |           |           |                  |                  |              |              |         |         |

## Badminton
| Athlète         | Compétition  | Phase de groupe  | Phase de groupe  | Phase de groupe  | Phase de groupe | 8e de finale     | Quarts de finale | Demi-finales     | Finale           | Finale |
| Athlète         | Compétition  | Adversaire Score | Adversaire Score | Adversaire Score | Rang            | Adversaire Score | Adversaire Score | Adversaire Score | Adversaire Score | Rang   |
| --------------- | ------------ | ---------------- | ---------------- | ---------------- | --------------- | ---------------- | ---------------- | ---------------- | ---------------- | ------ |
| Alesia Zaitseva | Simple dames |                  |                  |                  |                 |                  |                  |                  |                  |        |

## Canoë-kayak

### Course en ligne
La Biélorussie a qualifié les bateaux suivants pour les épreuves de course en ligne :
- K1 - 1000 mètres hommes
- K2 - 200 mètres hommes
- C1 - 200 mètres hommes
- C1 - 1000 mètres hommes
- C2 - 1000 mètres hommes
- K4 - 500 mètres femmes

## Cyclisme

### Cyclisme sur route
En cyclisme sur route, la Biélorussie a qualifié trois hommes et une femme.
Hommes
| Athlète            | Compétition             | Temps          | Rang |
| ------------------ | ----------------------- | -------------- | ---- |
| Yauheni Hutarovich | Course en ligne hommes  | 5 min 46 s 37  | 53e  |
| Vasil Kiryienka    | Course en ligne hommes  | DNF            | /    |
| Vasil Kiryienka    | Contre-la-montre hommes | 54 min 30 s 29 | 12e  |
| Branislau Samoilau | Course en ligne hommes  | 5 min 46 s 37  | 78e  |

Femmes
| Athlète          | Compétition            | Temps         | Rang |
| ---------------- | ---------------------- | ------------- | ---- |
| Alena Amialiusik | Course en ligne femmes | 3 min 35 s 56 | 15e  |

### Cyclisme sur piste
Vitesse
| Athlète       | Compétition                 | Qualification | Séries                   | Quarts de finale         | Demi-finales             | Finale                   | Finale |
| Athlète       | Compétition                 | Temps Vitesse | Adversaire Temps Vitesse | Adversaire Temps Vitesse | Adversaire Temps Vitesse | Adversaire Temps Vitesse | Rang   |
| ------------- | --------------------------- | ------------- | ------------------------ | ------------------------ | ------------------------ | ------------------------ | ------ |
| Olga Panarina | Vitesse individuelle femmes |               |                          |                          |                          |                          |        |

Keirin
| Athlète       | Compétition   | 1er tour | Repêchage | 2e tour | Finale |
| Athlète       | Compétition   | Rang     | Rang      | Rang    | Rang   |
| ------------- | ------------- | -------- | --------- | ------- | ------ |
| Olga Panarina | Keirin femmes |          |           |         |        |

Poursuite
| Athlète                                                      | Compétition                  | Qualification | Qualification | Demi-finales        | Demi-finales | Finale              | Finale |
| Athlète                                                      | Compétition                  | Temps         | Rang          | Adversaire Résultat | Rang         | Adversaire Résultat | Rang   |
| ------------------------------------------------------------ | ---------------------------- | ------------- | ------------- | ------------------- | ------------ | ------------------- | ------ |
| Alena Dylko Maryia Lohvinava Aksana Papko Tatsiana Sharakova | Poursuite par équipes femmes |               |               |                     |              |                     |        |

Omnium
| Athlète            | Compétition   | Tour lancé | Tour lancé | Course aux points | Course aux points | Élimination | Poursuite           | Poursuite | Scratch | Scratch | Contre-la-montre | Contre-la-montre | Total | Rang |
| Athlète            | Compétition   | Temps      | Rang       | Points            | Rang              | Rang        | Adversaire Résultat | Temps     | Rang    | Temps   | Rang             | Rang             | Total | Rang |
| ------------------ | ------------- | ---------- | ---------- | ----------------- | ----------------- | ----------- | ------------------- | --------- | ------- | ------- | ---------------- | ---------------- | ----- | ---- |
| Tatsiana Sharakova | Omnium femmes |            |            |                   |                   |             |                     |           |         |         |                  |                  |       |      |

## Équitation

### Concours complet
| Athlète              | Cheval  | Compétition | Dressage  | Dressage | Cross-country | Cross-country | Saut d'obstacles | Saut d'obstacles | Saut d'obstacles | Saut d'obstacles | Total     | Total |
| Athlète              | Cheval  | Compétition | Dressage  | Dressage | Cross-country | Cross-country | Qualification    | Qualification    | Finale           | Finale           | Total     | Total |
| Athlète              | Cheval  | Compétition | Pénalités | Rang     | Pénalités     | Rang          | Pénalités        | Rang             | Pénalités        | Rang             | Pénalités | Rang  |
| -------------------- | ------- | ----------- | --------- | -------- | ------------- | ------------- | ---------------- | ---------------- | ---------------- | ---------------- | --------- | ----- |
| Aliaksandr Faminou   | Pasians | Individuel  |           |          |               |               |                  |                  |                  |                  |           |       |
| Alena Tseliapushkina | Passat  | Individuel  |           |          |               |               |                  |                  |                  |                  |           |       |

## Escrime
Hommes
| Athlète                                            | Compétition       | 1/32 de finale   | 1/16 de finale   | 1/8 de finale    | Quarts de finale | Demi-finales     | Finale           | Finale |
| Athlète                                            | Compétition       | Adversaire Score | Adversaire Score | Adversaire Score | Adversaire Score | Adversaire Score | Adversaire Score | Rang   |
| -------------------------------------------------- | ----------------- | ---------------- | ---------------- | ---------------- | ---------------- | ---------------- | ---------------- | ------ |
| Aliaksandr Buikevich                               | Sabre individuel  |                  |                  |                  |                  |                  |                  |        |
| Dmitri Lapkes                                      | Sabre individuel  |                  |                  |                  |                  |                  |                  |        |
| Valery Pryiemka                                    | Sabre individuel  |                  |                  |                  |                  |                  |                  |        |
| Aliaksandr Buikevich Dmitri Lapkes Valery Pryiemka | Sabre par équipes | NC               | NC               | NC               | Italie 44 - 45   | NC               | NC               | 7      |

## Football
L'équipe masculine biélorusse de football s'est qualifiée pour la compétition après avoir remporté le match de la 3e place lors du Championnat d'Europe de football espoirs 2011.

### Tournoi masculin
Classement
| Rang | Équipe           | Pts | J | G | N | P | Bp | Bc | Diff |
| ---- | ---------------- | --- | - | - | - | - | -- | -- | ---- |
| 1    | Brésil           | 9   | 3 | 3 | 0 | 0 | 9  | 3  | +6   |
| 2    | Égypte           | 4   | 3 | 1 | 1 | 1 | 6  | 5  | +1   |
| 3    | Biélorussie      | 3   | 3 | 1 | 0 | 2 | 3  | 6  | -3   |
| 4    | Nouvelle-Zélande | 1   | 3 | 0 | 1 | 2 | 1  | 5  | -4   |

|  | Qualifié pour le deuxième tour de la compétition.                                                                  |
|  | Pts points ; G victoires ; N match nuls ; P défaites Bp buts marqués ; Bc buts encaissés ; Diff différence de buts |

Matchs
| 26 juillet 2012 | Biélorussie | 1-0   | Nouvelle-Zélande | City of Coventry Stadium, Coventry              |                                                 |
| 19 h 45 CEST    | Baha 45e    | (1-0) |                  | Spectateurs : 14 457 Arbitrage : Bakary Gassama | Spectateurs : 14 457 Arbitrage : Bakary Gassama |
| 19 h 45 CEST    | Rapport     |       |                  | Spectateurs : 14 457 Arbitrage : Bakary Gassama | Spectateurs : 14 457 Arbitrage : Bakary Gassama |

| 29 juillet 2012 | Brésil                              | 3-1   | Biélorussie | Old Trafford, Manchester                          |                                                   |
| 14 h 45 CEST    | Pato 15e · Neymar 65e · Oscar 90+3e | (1-1) | Bressan 8e  | Spectateurs : 66 212 Arbitrage : Yuichi Nishimura | Spectateurs : 66 212 Arbitrage : Yuichi Nishimura |
| 14 h 45 CEST    | Rapport                             |       |             | Spectateurs : 66 212 Arbitrage : Yuichi Nishimura | Spectateurs : 66 212 Arbitrage : Yuichi Nishimura |

| 1er août 2012 | Égypte                                          | 3-1   | Biélorussie  | Hampden Park, Glasgow                          |                                                |
| 14 h 30 CEST  | Mohamed Salah 56e · Mohsen 73e · Aboutreika 79e | (0-0) | Varankow 87e | Spectateurs : 8 732 Arbitrage : Roberto Garcia | Spectateurs : 8 732 Arbitrage : Roberto Garcia |
| 14 h 30 CEST  | Rapport                                         |       |              | Spectateurs : 8 732 Arbitrage : Roberto Garcia | Spectateurs : 8 732 Arbitrage : Roberto Garcia |

## Gymnastique

### Artistique
Hommes
| Athlète              | Compétition | Appareils | Appareils | Appareils | Appareils | Appareils | Appareils | Qualification | Qualification | Appareils | Appareils | Appareils | Appareils | Appareils | Appareils | Finale | Finale |
| Athlète              | Compétition | S         | CA        | A         | SC        | BP        | BF        | Total         | Rang          | S         | CA        | A         | SC        | BP        | BF        | Total  | Rang   |
| -------------------- | ----------- | --------- | --------- | --------- | --------- | --------- | --------- | ------------- | ------------- | --------- | --------- | --------- | --------- | --------- | --------- | ------ | ------ |
| Dzmitry Kaspiarovich | Individuel  |           |           |           |           |           |           |               |               |           |           |           |           |           |           |        |        |

Femmes
| Athlète                  | Compétition | Appareils | Appareils | Appareils | Appareils | Qualification | Qualification | Appareils | Appareils | Appareils | Appareils | Finale | Finale |
| Athlète                  | Compétition | S         | SC        | BA        | P         | Total         | Rang          | S         | SC        | BA        | P         | Total  | Rang   |
| ------------------------ | ----------- | --------- | --------- | --------- | --------- | ------------- | ------------- | --------- | --------- | --------- | --------- | ------ | ------ |
| Nastassia Marachkouskaya | Individuel  |           |           |           |           |               |               |           |           |           |           |        |        |

### Rythmique
| Athlète            | Compétition | Qualification | Qualification | Qualification | Qualification | Qualification | Qualification | Finale  | Finale | Finale | Finale | Finale | Finale |
| Athlète            | Compétition | Cerceau       | Ballon        | Massue        | Ruban         | Total         | Rang          | Cerceau | Ballon | Massue | Ruban  | Total  | Rang   |
| ------------------ | ----------- | ------------- | ------------- | ------------- | ------------- | ------------- | ------------- | ------- | ------ | ------ | ------ | ------ | ------ |
| Liubov Charkashyna | Individuel  |               |               |               |               |               |               |         |        |        |        |        |        |
| Melitina Staniouta | Individuel  |               |               |               |               |               |               |         |        |        |        |        |        |

| Athlète | Compétition | Qualification | Qualification       | Qualification | Qualification | Finale    | Finale              | Finale | Finale |
| Athlète | Compétition | 5 ballons     | 3 rubans 2 cerceaux | Total         | Rang          | 5 ballons | 3 rubans 2 cerceaux | Total  | Rang   |
| --- | ----------- | ------------- | ------------------- | ------------- | ------------- | --------- | ------------------- | ------ | ------ |
| Maryna Hancharova Anastasia Ivankova Nataliya Leshchyk Aliaksandra Narkevich Ksenia Sankovich Alina Tumilovich | Par équipes |               |                     |               |               |           |                     |        |        |

### Trampoline
| Athlète            | Compétition | Séries | Séries | Finale | Finale |
| Athlète            | Compétition | Score  | Rang   | Score  | Rang   |
| ------------------ | ----------- | ------ | ------ | ------ | ------ |
| Viachaslau Modzel  | Hommes      |        |        |        |        |
| Tatsiana Piatrenia | Femmes      |        |        |        |        |

## Judo
| Athlète        | Compétition            | 1/32 de finale      | 1/16 de finale      | 1/8 de finale       | Quarts de finale    | Demi-finales        | Repêchage 1         | Repêchage 2         | Finale              | Finale |
| Athlète        | Compétition            | Adversaire Résultat | Adversaire Résultat | Adversaire Résultat | Adversaire Résultat | Adversaire Résultat | Adversaire Résultat | Adversaire Résultat | Adversaire Résultat | Rang   |
| -------------- | ---------------------- | ------------------- | ------------------- | ------------------- | ------------------- | ------------------- | ------------------- | ------------------- | ------------------- | ------ |
| Evgeni Bedulin | Moins de 100 kg hommes |                     |                     |                     |                     |                     |                     |                     |                     |        |
| Ihar Makarau   | Plus de 100 kg hommes  |                     |                     |                     |                     |                     |                     |                     |                     |        |

## Natation
Les nageurs biélorusses ont jusqu'ici atteint les minima de qualification dans les épreuves suivantes (au maximum 2 nageurs peuvent être qualifiés s'ils ont réussi les minima olympiques et un seul nageur pour les minima propres à chaque sélection),:
Femmes
- 50 m nage libre - Deux nageurs (ou plus) ont réalisé les minima olympiques.

## Tennis de table
La Biélorussie a qualifié trois athlètes dans les épreuves individuels de tennis de table. Grâce à leur place dans le classement mondial du 16 mai 2011, Vladimir Samsonov se qualifie pour l'épreuve masculine et Viktoria Pavlovich pour l'épreuve féminine. Aleksandra Privalova participe également à l'épreuve féminine.
Hommes
| Athlète           | Compétition | Tour préliminaire | 1er tour         | 2e tour          | 3e tour          | 4e tour          | Quarts de finale | Demi-finales     | Finale           | Finale |
| Athlète           | Compétition | Adversaire Score  | Adversaire Score | Adversaire Score | Adversaire Score | Adversaire Score | Adversaire Score | Adversaire Score | Adversaire Score | Rang   |
| ----------------- | ----------- | ----------------- | ---------------- | ---------------- | ---------------- | ---------------- | ---------------- | ---------------- | ---------------- | ------ |
| Vladimir Samsonov | Simple      |                   |                  |                  |                  |                  |                  |                  |                  |        |

Femmes
| Athlète              | Compétition | Tour préliminaire | 1er tour         | 2e tour          | 3e tour          | 4e tour          | Quarts de finale | Demi-finales     | Finale           | Finale |
| Athlète              | Compétition | Adversaire Score  | Adversaire Score | Adversaire Score | Adversaire Score | Adversaire Score | Adversaire Score | Adversaire Score | Adversaire Score | Rang   |
| -------------------- | ----------- | ----------------- | ---------------- | ---------------- | ---------------- | ---------------- | ---------------- | ---------------- | ---------------- | ------ |
| Viktoria Pavlovich   | Simple      |                   |                  |                  |                  |                  |                  |                  |                  |        |
| Aleksandra Privalova | Simple      |                   |                  |                  |                  |                  |                  |                  |                  |        |

## Tir
La Biélorussie a qualifié neuf athlètes pour les compétitions de tir aux Jeux.
| Athlète              | Compétition                         | Qualification | Qualification | Finale | Finale        |
| Athlète              | Compétition                         | Points        | Rang          | Points | Rang          |
| -------------------- | ----------------------------------- | ------------- | ------------- | ------ | ------------- |
| Vitali Bubnovich     | Carabine à 50 m 3 positions hommes  | 1164          | 17e           | NC     | NC            |
| Vitali Bubnovich     | Carabine à 10 m air comprimé hommes | 595           | 11e           | NC     | NC            |
| Illia Charheika      | Carabine à 10 m air comprimé hommes | 597           | 5e            | 698.6  | 7e            |
| Yury Dauhapolau      | Pistolet à 10 m air comprimé hommes | 571           | 30e           | NC     | NC            |
| Andrei Kavalenka     | Trap hommes                         | 101           | 34e           | NC     | NC            |
| Andrei Kazak         | Pistolet à 50 m hommes              | 547           | 31e           | NC     | NC            |
| Kanstantsin Lukashyk | Pistolet à 50 m hommes              | 547           | 30e           | NC     | NC            |
| Kanstantsin Lukashyk | Pistolet à 10 m air comprimé hommes | 582           | 11e           | NC     | NC            |
| Sergei Martynov      | Carabine à 50 m tir couché hommes   | 600           | 1er           | 705.5  | médaille d'or |
| Yury Shcherbatsevich | Carabine à 50 m 3 positions hommes  | 1171          | 4e            | 1267.3 | 8e            |
| Yury Shcherbatsevich | Carabine à 50 m tir couché hommes   | 591           | 30e           | NC     | NC            |
| Viktoria Chaika      | Pistolet à 25 m femmes              | 578           | 25e           | NC     | NC            |
| Viktoria Chaika      | Pistolet à 10 m air comprimé femmes | 385           | 6e            | 485.2  | 5e            |

## Tir à l'arc
La Biélorussie a qualifié une archère pour l'épreuve individuelle féminine de tir à l'arc.
- Concours individuel femmes : 1 place (Katsiaryna Timofeyeva)